# Horst Köhler
Horst Köhler (Heidenstein, 22 febbraio 1943 – Berlino, 1º febbraio 2025) è stato un politico, economista e funzionario tedesco, presidente federale della Germania dal 1º luglio 2004 al 31 maggio 2010.
Membro della CDU, fino al 4 marzo 2004 è stato direttore amministrativo del Fondo Monetario Internazionale.

## Biografia

### Primi anni di vita
Horst Köhler è nato il 22 febbraio 1943 nel villaggio di Heidenstein (oggi Skierbieszów), nell'allora Governatorato Generale per le aree occupate della Polonia, da una famiglia di coloni tedeschi originari della Bessarabia e come settimo di otto figli. I suoi genitori, Eduard Köhler ed Elisabeth Bernhard, erano nativi del paese di Ryschanowka (Rîșcani), fondato nel 1865 da coloni tedeschi e situato a 30 km a nord di Bălți, in quella che allora era la Bessarabia russa (oggi Moldavia).
Dopo che il territorio cadde sotto l'occupazione militare sovietica nell'estate del 1940 (come conseguenza del patto Molotov-Ribbentrop), nell'autunno dello stesso anno i 400 tedeschi di Ryschanowka - tra cui i genitori di Köhler - vennero sfollati in Germania, dove rimasero internati per due anni. Nell'agosto del 1942 i genitori di Köhler vennero insediati in una fattoria a Skierbieszów (allora rinominata in "Heidenstein"), non lontana dalla città di Zamość nel distretto di Lublino. All'inizio dell'anno seguente nacque Horst Köhler.
Il 18 marzo 1944, di fronte ai sempre più frequenti attacchi da parte di partigiani, la madre venne alloggiata assieme al figlio Horst di un anno e ad altri tre fratelli in un campo di raccolta presso la città di Łódź. Il padre rimase invece nella fattoria, come tutti gli uomini abili al lavoro, al fine di non interrompere i lavori agricoli. Nel giro di poche settimane (luglio 1944) però l'Armata Rossa giunse in vista del villaggio e nel gennaio 1945 l'intera famiglia fuggì da Łódź, ormai raggiunta dalla linea del fronte, per stabilirsi a Markkleeberg-Zöbicker presso Lipsia.
In questa località, situata nella zona di occupazione russa, la famiglia Köhler tentò di ricostruirsi un'esistenza pacifica, ma quando si profilò la collettivizzazione forzata delle terre decise di abbandonare la Repubblica Democratica Tedesca. A Pasqua del 1953 la famiglia Köhler passò in Germania Ovest attraverso Berlino Ovest. Horst Köhler trascorse la sua giovinezza fino al 1957 in un campo di rifugiati, finché la famiglia ottenne un'abitazione a Ludwigsburg. In questa città, cui Köhler è particolarmente legato, il futuro presidente tedesco trascorse gli anni del ginnasio ed ottenne il diploma di maturità (1963).

### Servizio militare e formazione
Servì in seguito come soldato in ferma temporanea presso un battaglione di fanteria meccanizzata a Ellwangen e fu congedato col grado di tenente. Dal 1965 al 1969 Köhler studiò economia e scienze politiche all'università di Tubinga e conseguì il diploma di laurea nel 1969. A Tubinga divenne membro di un gruppo studentesco e dal 1969 fino al 1976 fu referente scientifico presso l'istituto di ricerca economica applicata. Nel 1977 discusse la sua tesi di dottorato avente come tema "Liquidazione del lavoro attraverso il progresso scientifico". Dopo una pluriventennale attività in diversi campi (politica finanziaria e di valuta, vedi sotto) venne nominato professore emerito assieme a Wilhelm Rall presso l'Università di Tubinga.

### Carriera nel servizio civile
Dal 1976 al 1980 lavorò presso il Ministero federale per l'economia a Bonn nella sezione politica economica e nel 1981 divenne membro del Partito cristiano-democratico tedesco (CDU) e fu attivo presso la Cancelleria di Stato nel governo regionale dello Schleswig-Holstein, allora guidato da Gerhard Stoltenberg, che lo propose come direttore dell'ufficio ministeriale e della sezione I A del Ministero delle finanze, carica che Köhler assunse nel 1982. Nel 1987 divenne direttore della sezione I del ministero delle finanze, responsabile per le questioni di politica economica in materia di politica finanziaria, questioni finanziarie in singoli campi e patrimonio industriale federale. A partire dal 1989 fu direttore della sezione VII del ministero delle finanze, responsabile per le questioni monetarie e dei crediti.

### Segretario di Stato presso il Ministero delle finanze
Dal 1990 al 1993 Köhler fu segretario di Stato presso il Ministero federale delle finanze, come successore di Hans Tietmeyer. In tale ufficio fu responsabile dei rapporti finanziari e monetari e perciò prominente interlocutore per la Germania nelle trattative per il trattato di Maastricht e per la riunificazione tedesca. Köhler, che aveva negoziato la contropartita economica da offrire alla Russia per il ritiro dell'esercito sovietico dal territorio tedesco, amministrò anche l'aiuto finanziario alla guerra nel golfo del 1991, che consisteva in una somma di 12 miliardi di marchi agli Stati Uniti. Come "Sherpa" (consulente) e rappresentante personale dell'allora cancelliere tedesco Helmut Kohl preparò i vertici del G7 di Houston (1990), Londra (1991), Monaco (1992) e Tokyo (1993).

### Carriera nel settore bancario (1993-2000)
Dal 1993 al 1998 fu presidente dell'associazione tedesca "Sparkasse und Giro" (cassa di risparmio e giroconto) e per due anni (fino al 2000) direttore della banca europea per la ricostruzione e lo sviluppo con sede a Londra.

### Direttore operativo del Fondo Monetario Internazionale (2000-2004)
Nel 2000 Köhler divenne, sotto proposta dell'allora cancelliere Gerhard Schröder, direttore del Fondo Monetario Internazionale (FMI), come successore di Michel Camdessus, che si dimise dal suo incarico il 14 febbraio 2000. Durante il mandato di Köhler vi furono proteste contro i tagli alle spese sociali in Brasile proposti per estinguere i crediti esteri. Secondo i critici, mentre ogni anno rifluivano all'estero circa 50 miliardi di dollari, questo denaro non portava giovamento ai più di 16 milioni di affamati in quel paese. Köhler è uno dei 300 membri della commissione trilaterale.

### Presidente federale della Germania
Il 23 maggio 2004 Horst Köhler è stato eletto presidente della Repubblica federale di Germania. Si è insediato il 1º luglio 2004. Provocò subbuglio nell'Unione la sua dichiarazione del 13 marzo 2004, in cui espresse pubblicamente il desiderio che la CDU potesse insediare Angela Merkel come cancelliera nel 2006, nominandola esplicitamente. Secondo un sondaggio TNS-Infratest per il magazine Der Spiegel svolto nell'agosto 2005, Horst Köhler era il politico tedesco più amato. Il 23 maggio 2009 è stato rieletto per un secondo mandato alla Presidenza della Repubblica.
| Candidati      | Voti  | %      | Partiti     |
| -------------- | ----- | ------ | ----------- |
| Horst Köhler   | 613   | 50,08  | CDU/CSU/FDP |
| Gesine Schwan  | 503   | 41,09  | SPD         |
| Peter Sodann   | 91    | 7,43   | Die Linke   |
| Frank Rennicke | 4     | 0,33   | NPD/DVU     |
| Astenuti       | 10    | 0,82   | -           |
| Non validi     | 2     | 0,16   | -           |
| Assenti        | 1     | 0,08   | -           |
| Voti totali    | 1.224 | 100,00 | -           |

Il 31 maggio 2010 si è dimesso dall'incarico a seguito di polemiche riguardanti una sua dichiarazione sulla missione militare tedesca in Afghanistan, portando a nuove elezioni.

## Vita privata
Horst Köhler era evangelico. Con la moglie Eva generò due figli.